# Жиліно (Калінінградська область)
Жиліно (рос. Жилино) — селище Німанського району, Калінінградської області Росії. Входить до складу Жилінського сільського поселення.
Населення —  931 особа (2015 рік). 